# Richard von Süßkind-Schwendi
Richard Karl Gottlob Wilhelm Friedrich Philipp baron von Süßkind-Schwendi (né le 3 juillet 1854 à Schwendi et mort le 20 décembre 1946 à Bächingen an der Brenz) est un général d'infanterie prussien, seigneur de Bächingen et commandeur honoraire de l'Ordre de Saint-Jean.

## Biographie

### Origine
Richard est le fils du chambellan wurtembergeois et seigneur du domaine de Schwendi Theodor baron von Süßkind-Schwendi (de) (1823-1905) et de sa femme Karoline, née baronne von Woellwarth (de) (1831-1912) de la branche de Lauterburg (de). Sa sœur aînée Amalie (1852-1939) est mariée au lieutenant-général wurtembergeois Wilhelm Seutter von Lötzen (1839-1922).

### Carrière militaire
Süsskind étudie aux lycées d'Ulm et de Schönthal. Après avoir obtenu son diplôme d'études secondaires, il s'engage le 5 novembre 1872 en tant que volontaire pour trois ans avec la perspective d'une promotion au 2e régiment de grenadiers de la Garde de l'armée prussienne. Il y est promu sous-lieutenant à la mi-octobre 1874 et est adjudant du bataillon de fusiliers du 1er octobre 1878 au 13 janvier 1880. Il est ensuite affecté au service du prince Alexandre de Prusse. Dans cette position, Süskind devient premier lieutenant le 10 juin 1884 et passe trois ans à l'académie de guerre à partir du 1er octobre. Il est ensuite affecté au grand état-major général avec promotion au grade de capitaine et est en même temps affecté comme attaché militaire à l'ambassade impériale à Paris. Libéré de son commandement à Paris, il est nommé le 2 août 1894 aide de camp personnel du prince Alexandre de Prusse et peu après promu major. En cette qualité, il reçoit la croix de chevalier de l'ordre de la Maison Royale de Hohenzollern. Après la mort du prince, il est transféré le 15 février 1896 dans le 4e régiment à pied de la Garde. Süskind y commande le 2e bataillon avant d'être réintégré le 2 novembre 1897 à l'état-major général de l'armée et de nouveau commandé comme attaché militaire à l'ambassade de Paris. Décoré de la croix d'officier de la Légion d'honneur, il retourne deux ans plus tard en Allemagne et est rattaché au 2e régiment de grenadiers de la Garde avec le grade de lieutenant-colonel. Le 27 janvier 1900, Süskind est muté à l'état-major du régiment et y travaille pendant les trois années suivantes. Il commande ensuite le 1er district de Landwehr de Berlin et est promu colonel le 18 avril 1903. Le 22 avril 1905, Süßkind est nommé commandant du 80e régiment de fusiliers à Wiesbaden. Le 21 mai 1907, il est ensuite nommé commandant de la 41e brigade d'infanterie à Mayence, tout en étant promu au grade de général de division. Le 4 juillet 1910, Süskind est chargé du commandement de la 5e division d'infanterie et, avec sa promotion au rang de Generalleutnant, il est nommé commandant de cette grande unité le 10 septembre 1910. Süskind quitte ce commandement et est nommé inspecteur de la Landwehr à Berlin dans le secteur du 3e corps d'armée, en remplacement du général d'infanterie Paul von Hoepfner (de), avec effet au 1er octobre 1912.
Au déclenchement de la Première Guerre mondiale, Süsskind est nommé commandant de la 2e division de réserve de la Garde et, à ce titre, il reçoit le 19 août 1914 le caractère de General der Infanterie. Le 13 septembre 1914, il est relevé de ses fonctions et affecté, pour la suite de la guerre, au poste de général commandant du commandement général adjoint du 15e corps d'armée à Strasbourg. En cette qualité, il reçoit le 4 novembre 1916 le brevet correspondant à son grade. Il est récipiendaire de l'ordre de l'Aigle rouge et de l'ordre de la Couronne de 1re classe.

### Famille
Süsskind se marie le 19 mars 1901 à Berlin à Ilse von Winterfeld (de) (née en 1876), fille du général d'infanterie Hugo von Winterfeld. Les enfants suivants sont nés de ce mariage :
- Max Theodor (né en 1902), lieutenant-colonel, seigneur de Bächingen marié avec Dorothee baronne von Woellwart-Lauterburg (née en 1907)
- Hugo (né en 1903 et mort en captivité soviétique), colonel marié avec Wera Barlow (née en  1906)
- Alexander (de) (1903-1973), fonctionnaire de ministère, marié :
  - le 1er octobre 1936 à Niedergebra avec Elisabeth comtesse Hagen (1909-1946)
  - le 5 mai 1951 à Bad Godesberg avec Antonia comtesse Droste zu Vischering (née en 1916)
- Agnes (1908–1981) mariée avec Theodor von Sponeck (de) (1896–1982), lieutenant général. Après le divorce, elle se marie le 6 décembre 1947 à Heidelberg avec le marchand Ulrich von Müller.